# NGC 2276
NGC 2276 este o interacțiune de galaxii situată în constelația Cefeu. A fost descoperită în 26 iunie 1876 de către August Winnecke. Se află la o distanță de 36,96 de megaparseci de Pământ.